# Liste der denkmalgeschützten Objekte in St. Martin im Innkreis
Die Liste der denkmalgeschützten Objekte in Sankt Martin im Innkreis enthält die 5 denkmalgeschützten, unbeweglichen Objekte der Gemeinde St. Martin im Innkreis in Oberösterreich (Bezirk Ried im Innkreis).

## Denkmäler
| Foto |                 | Denkmal                                                                        | Standort                                                         | Beschreibung | Metadaten |
| ---- | --------------- | ------------------------------------------------------------------------------ | ---------------------------------------------------------------- | --- | --- |
| ja   | Datei hochladen | Schloss St. Martin HERIS-ID: 38439 Objekt-ID: 38006                            | Diesseits 1 Standort KG: St. Martin im Innkreis Diesseits        | → Hauptartikel : Schloss Sankt Martin im Innkreis f1 | BDA-Hist.: Q1672801 Status: Bescheid Stand der BDA-Liste: 2025-06-30 Name: Schloss St. Martin GstNr.: .46 Schloss Sankt Martin im Innkreis                      |
| ja   | Datei hochladen | Pfarrhof HERIS-ID: 89268 Objekt-ID: 103888                                     | Diesseits 15 Standort KG: St. Martin im Innkreis Diesseits       | | BDA-Hist.: Q37732852 Status: § 2a Stand der BDA-Liste: 2025-06-30 Name: Pfarrhof GstNr.: 10                                                                     |
| ja   | Datei hochladen | Volksschule HERIS-ID: 89278 Objekt-ID: 103898                                  | Diesseits 94 Standort KG: St. Martin im Innkreis Diesseits       | | BDA-Hist.: Q37732906 Status: § 2a Stand der BDA-Liste: 2025-06-30 Name: Volksschule GstNr.: 18/2                                                                |
| ja   | Datei hochladen | Kath. Pfarrkirche hl. Martin HERIS-ID: 52584 Objekt-ID: 59787                  | Diesseits 11, bei Standort KG: St. Martin im Innkreis Diesseits  | Die Pfarrkirche wurde bereits 1084 urkundlich erwähnt und ist dem Hl. Martin geweiht. Der Sakralbau war ursprünglich gotisch, 1781 erfolgte der barocke Umbau. Der Turm an der Westseite ist laut Inschrift 1594 erbaut und mit barocker Zwiebel und Laterne ausgeführt. Der Hochaltar und sämtliche Seitenaltäre sind von Franz Jakob Schwanthaler entworfen und in der Werkstatt seines Vaters Peter Schwanthaler d. Ä. hergestellt worden. Für das Hochaltarblatt von 1781 und die Seitenaltarblätter war Christian Wink verantwortlich. | BDA-Hist.: Q23541889 Status: § 2a Stand der BDA-Liste: 2025-06-30 Name: Kath. Pfarrkirche hl. Martin GstNr.: .33 Sankt Martin (Sankt Martin im Innkreis)        |
| ja   | Datei hochladen | Friedhof mit Urnenkapelle und Friedhofskreuz HERIS-ID: 89308 Objekt-ID: 103929 | Diesseits 102, bei Standort KG: St. Martin im Innkreis Diesseits | | BDA-Hist.: Q37732984 Status: § 2a Stand der BDA-Liste: 2025-06-30 Name: Friedhof mit Urnenkapelle und Friedhofskreuz GstNr.: 77 Friedhof St. Martin im Innkreis |